# 紙ヒコーキ (植村花菜の曲)
「紙ヒコーキ」（かみひこーき）は、植村花菜の5枚目のシングルである。

## 概要
- 「紙ヒコーキ」は、植村が初めて恋愛以外のテーマを扱った曲である。「自由」をテーマに、紙ヒコーキのように飛んで行く気持ちをイメージしている。
- 出世魚ならぬ出世曲である。インディーズの頃にできた曲で、元々はキーが高すぎて歌えない、お蔵入りの曲だった。スタッフに聴いてもらったところ、「こうしたら歌えるようになるよ」と提案され、B面候補になり「すごく良いんじゃない」ということでA面に昇格になった。ゲーム主題歌の「光と影」のレコーディングを見に来たゲーム製作者（郷田努）が、同じ日に録っていた「紙ヒコーキ」を気に入ったため、その場で『テイルズ オブ ザ ワールド レディアント マイソロジー』のエンディングテーマに決まった。
- PVは千葉県房総半島九十九里浜。ジャケット写真撮影のためトランポリンを2台用意した。1台は彼女自身、1台はカメラマンが使い、同じタイミングで飛んだ。楽しくて笑いっぱなしだったという。カメラマンの注文で口を閉じてくださいといわれて、この写真になった。「私、ドンくさいと思われてて。」スタッフの方々からちょっと運動神経わるいんじゃないかと思われていて、囁かれていたことが「果たしてトランポリンで飛べるのか。最悪の場合、顔だけ差し替えるか。」ということでした。彼女いわく「めちゃくちゃ、飛びましたよ。もう、一回転するぐらいの勢いで。」その次の日筋肉痛だった。[1]
- 2006年8月31日付けの『ぴあ』CD満足度ランキングで9位を獲得。[2]
- 『世界ウルルン滞在記』で「紙ヒコーキ」が2007年1月から3月までエンディング主題歌になった。

## 収録曲
1. 紙ヒコーキ
（作詞・作曲：花菜、編曲：澤近秦輔）
2. ねっ!
（作詞・作曲：花菜、編曲：澤近秦輔）
3. 紙ヒコーキ（Instrumental）
4. ねっ!（Instrumental）

シークレットトラックとして『光と影』の冒頭部を収録